# 2005 TN53
2005 TN53, também escrito como 2005 TN53, é um troiano de Netuno que tem o mesmo período orbital que Netuno e que orbita há cerca de 60 graus à frente de Netuno em seu ponto de Lagrange L4. Ele possui uma magnitude absoluta de 9,1 e tem um diâmetro com cerca de 70 km.

## Descoberta
2005 TN53 foi descoberto no dia 7 de outubro de 2005 pelos astrônomos Scott S. Sheppard e Chadwick A. Trujillo. Ele foi o terceiro troiano de Netuno a ser descoberto.

## Órbita
A órbita de 2005 TN53 tem uma excentricidade de 0,068 e possui um semieixo maior de 30,127 UA. O seu periélio leva o mesmo a uma distância de 28,092 UA em relação ao Sol e seu afélio a 32,162 UA.